# Henry B. Eyring
Henry Bennion Eyring, född 31 maj 1933, är en amerikansk ledare inom Jesu Kristi Kyrka av Sista Dagars Heliga. Han är andre rådgivare i första presidentskapet åt kyrkans president Russell M. Nelson sedan januari 2018. Han var dessförinnan, sedan 2008, förste rådgivare åt president Thomas S. Monson och sedan oktober 2007, andre rådgivare åt Gordon B. Hinckley. Innan det var han medlem i de tolv apostlarnas kvorum sedan 1995. Han har också under två omgångar varit kyrkans utbildningschef, samt varit rektor för Ricks College (numera Brigham Young University–Idaho). 
Eyring föddes i Princeton, New Jersey, som son till kemisten Henry Eyring. Hans faster, Camilla Eyring, var fru till Spencer W. Kimball, mormonkyrkans 12:e president.